# لوچ (شهرستان بیرسکی، باشقیرستان)
لوچ (انگلیسی: Luch, Birsky District, Republic of Bashkortostan) یک شهرک در شهرستان بیرسکی باشقیرستان کشور روسیه است.